# Ким Джонхён (певец)
Ким Джонхён (кор. 김종현, 金鐘鉉; более известный как Джонхён; 8 апреля 1990, Сеул — 18 декабря 2017, там же) — южнокорейский автор-исполнитель, звукозаписывающий продюсер, радиоведущий и автор. Был главным вокалистом популярного бойзбенда Shinee, а также участником проекта SM the Ballad.
Сольная карьера Джонхёна началась в январе 2015 года с выходом дебютного мини-альбома Base. Он достиг вершины Gaon Album Chart и Billboard World Album Chart. 17 сентября того же года был выпущен музыкальный сборник Story Op.1. 24 мая 2016 года состоялся выход первого студийного альбома She Is. Второй сборник Story Op.2 был выпущен в апреле 2017 года. Его последний альбом Poet | Artist был выпущен посмертно 23 января 2018 года.

## Карьера

### 2005-14: Начинания в карьере

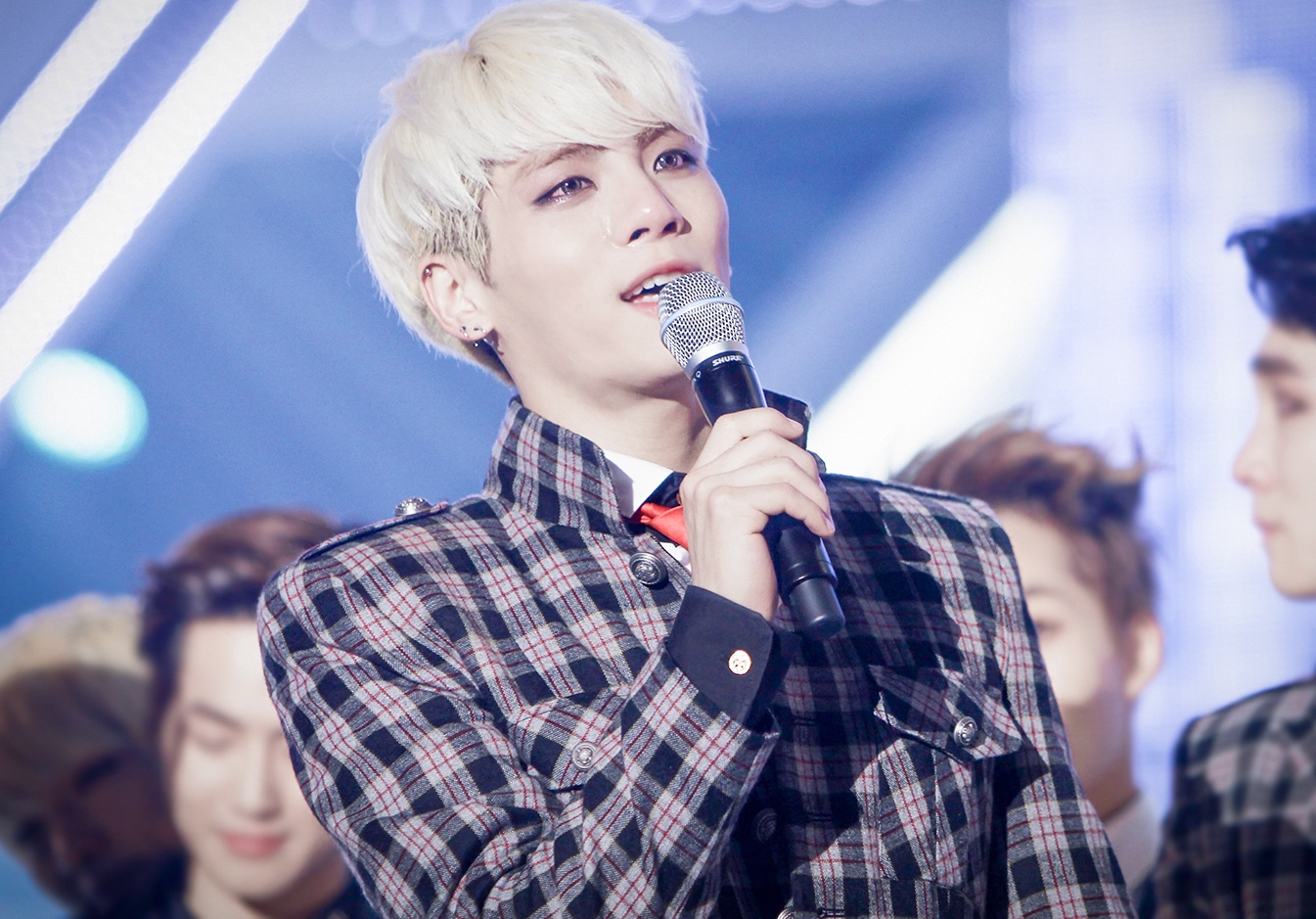
Джонхён на Melon Music Awards, 2013 год

В 2005 году Джонхён был замечен агентами S.M. Entertainment после того, как выступил на песенном фестивале вместе со своей группой в школе. 25 мая 2008 года он дебютировал как главный вокалист SHINee на музыкальном шоу Inkigayo. В 2009 году он начал участвовать в написании песен для группы; его первым синглом, написанным для SHINee, стал их четвёртый корейский сингл «Juliette» из второго мини-альбома Romeo. Вдохновением послужил фильм «Ромео и Джульетта», и, по словам Джонхёна, он хотел написать романтическую историю, которая «сможет всех заинтересовать, а также каждый смог бы связать себя с ней».
В октябре 2010 года Джонхён стал одним из двадцати айдолов из различных корейских групп, который принял участие в записи песни «Let’s Go» для Саммита G-20 в Сеуле. Помимо него там участвовали Сонмин (Super Junior), Сохён (Girls’ Generation) и Луна из f(x). 29 ноября был выпущен дебютный мини-альбом Miss You проекта SM the Ballad, куда также вошли Джей из TRAX, Кюхён из Super Junior и Джинхо из Pentagon.
В июне 2011 года Джонхён принял участие во втором сезоне шоу «Бессмертная песня», в котором айдолы исполняют собственные версии других песен. Он выиграл первый раунд, победив Йесона (Super Junior), но ему пришлось покинуть программу после первого эпизода из-за загруженного расписания. Шоу попало под недовольство зрителей, которые осудили метод выбывания и назвали его слишком жестоким.
В октябре 2013 года Ким дебютировал как композитор трека «A Gloomy Clock» для третьего студийного альбома Айю Modern Times. Песня, которую Джонхён дал Айю как подруге, была написана им же и в итоге сформировала дуэт. В декабре Сон Дамби выпустила сингл «Red Candle», который также был написан и спродюсирован Джонхёном.
4 февраля 2014 года, спустя четыре года перерыва, SM the Ballad вернулись в обновлённом составе. Из изначального лайн-апа остался только Джонхён. Он участвовал в песне «Breathe», записанной при участии Тэён, и которую они также вместе продвигали. В июле Джонхён дебютировал как радиоведущий для шоу «Голубая Ночь». Руководство MBC объяснило свой выбор тем, что «он [Джонхён] предан и страстен по отношению к музыке». Он заменил Чун Ёпа из Brown Eyed Soul, который вёл шоу на протяжении трёх лет. 18 августа вышел дебютный мини-альбом Тэмина Ace, где Джонхён выступил как автор и композитор трека «Pretty Boy».

### 2015-16:Base,Story Op.1иShe Is

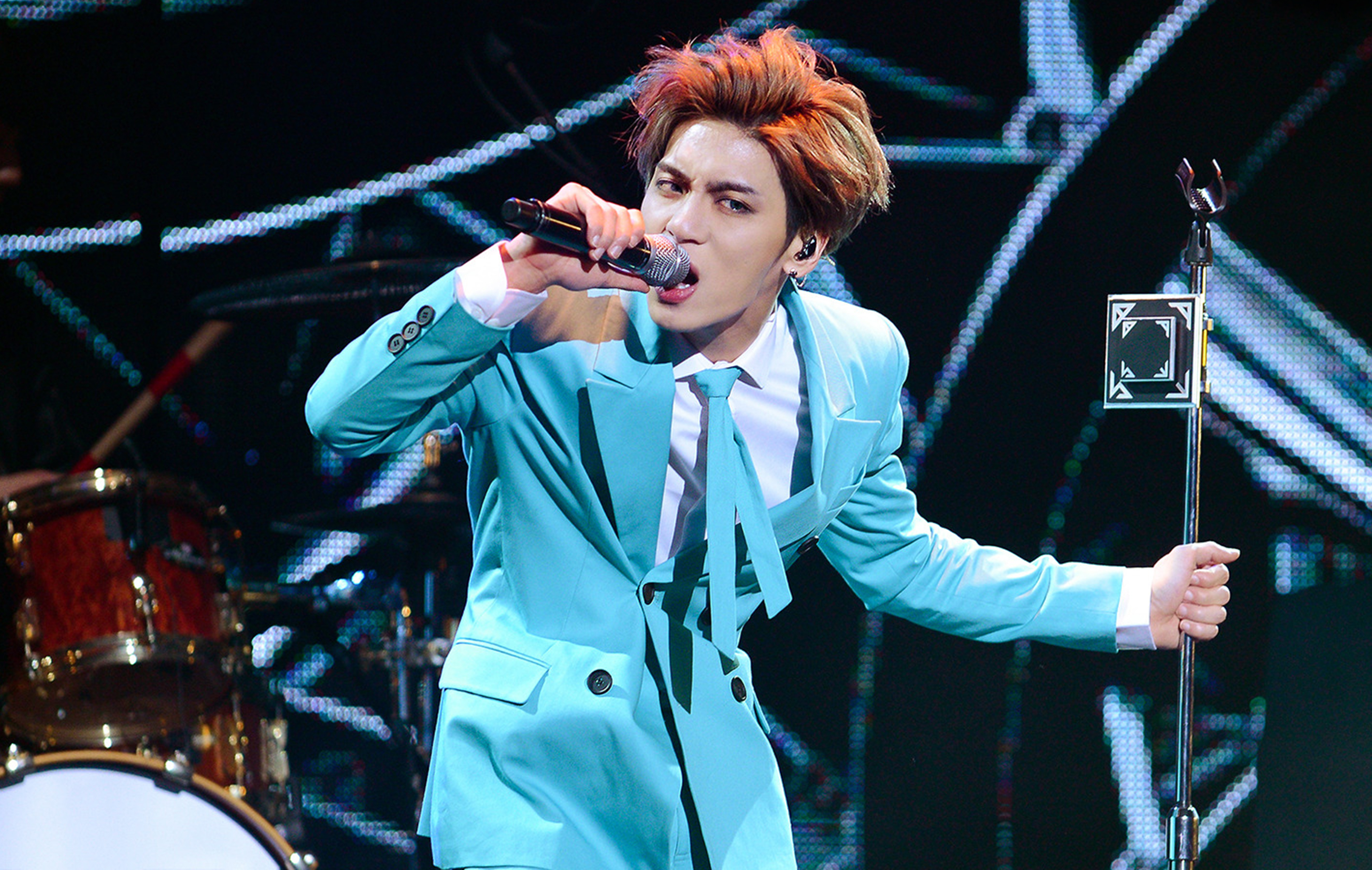
Джонхён на шоукейсе в честь выхода дебютного мини-альбома Base, январь 2015 года

12 января 2015 года дебютировал как сольный певец с мини-альбомом Base. Несмотря на то, что изначальным синглом стала композиция «Crazy (Guilty Pleasure)», вторым синглом позже объявили предрелизный трек «Déjà-Boo» ввиду его хороших показателей в цифровых чартах. Сокомпозитором «Déjà-Boo» стал Zion.T. Дебют Джонхёна получил много признания от музыкальных критиков за то, что он участвовал в процессе создания всех композиций и записал коллаборации с артистами вне SM, такими как Юнха, Хвисон и Zion.T. Base достиг вершины Gaon Album Chart и Billboard World Album Chart. 10 января стало известно, что Джонхён примет участие в шоу «Давайте поговорим начистоту», где Тэмин, Минкён (Davichi) и Zion.T появились в эпизоде в качестве его друзей. 30 марта состоялся выход второго студийного альбома EXO Exodus, для которого Джонхён написал и спродюсировал песню «Playboy». Месяцем позже Лим Ким представила мини-альбом Simple Mind, где Ким стал автором и композитом трека «No More». Для всех вышеуказанных песен он также записал бэк-вокал.

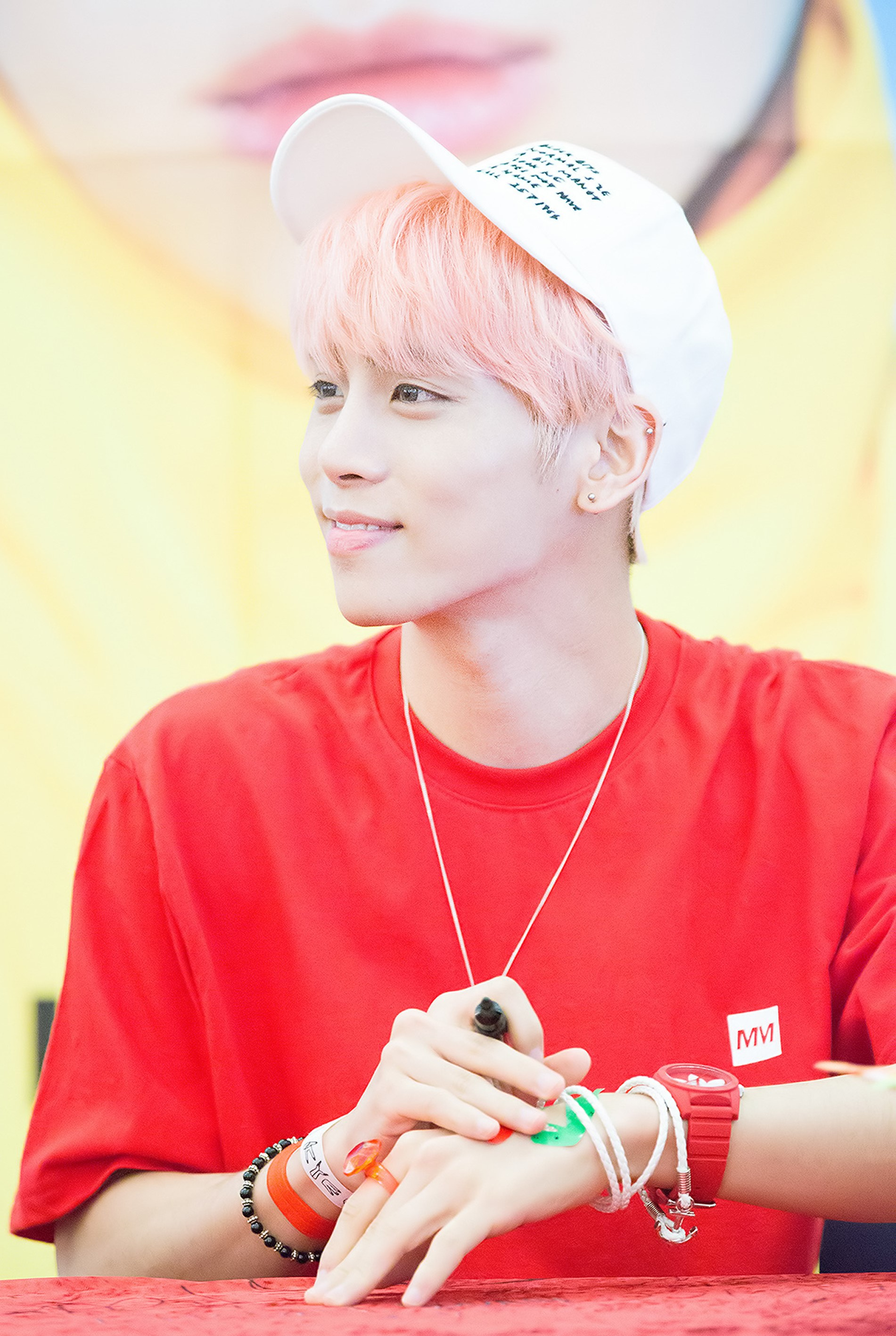
Джонхён на фансайне в рамках продвижения She Is в Пусане, июнь 2016 года

В августе Джонхён провел свой первый сольный концерт The Story by Jonghyun как часть концертной программы The Agit. Он выступил с песнями из мини-альбома, а также с композициями, записанными на его радио шоу. 17 сентября был выпущен первый музыкальный сборник Story Op.1. Всего Джонхён отыграл 12 шоу в октябре. На каждом концерте присутствовали гости: Онью, Тэмин, Айю, Zion.T, Джонг Ин, Лим Ким, Oksang Dalbit, Coffee Boy, Nine, Ли Джихён, Соран и поэт Ха Санук. Позже в октябре он принял участие в шоу «Ежемесячное живое общение», где его партнёром стал Чон Джунён.
В сентябре он запустил на своём радио шоу сегмент, где представил девять песен, написанных и спродюсированных самостоятельно или же с помощью его команды WeFreaky. В октябре месяце был опубликован первый экземпляр книги «Двулистник Грея — пусть унесёт ветром то, что я отпустил», в которой рассказывается об опыте написания песен и вдохновении. Данная книга была проанонсирована в сентября месяце, а в ноябре поступила в продажу. В октябре того же года, Джонхён был выбран одним из пяти лучших вокалистов Кореи сорока анонимными представителями музыкальной индустрии.
В феврале 2016 года Джонхён выступил автором и композитором песни «Already» для первого студийного альбома Тэмина Press It. Он также стал автором и композитором трека «Breathe» Ли Хай. 18 марта в рамках проекта SM Station был выпущен сингл «Your Voice» совместно с Heritage.
24 мая состоялся релиз первого полноформатного альбома She Is, состоящего из девяти композиций, большая часть из которых была написана и спродюсирована самим Джонхёном. Альбом включает в себя различные жанры, среди них электро, EDM и R&B. Джонхён сказал, что в She Is «больше всего чувствуется моя страсть как автора-исполнителя».

### 2017-18:Story Op.2иPoet | Artist
9 марта 2017 года MBC объявили об уходе Джонхёна с позиции ведущего на радио. Такое решение было принято после долгих обсуждений между Джонхёном и стаффом шоу, который заявили: «Это разочаровывающе, но из-за начала японского и североамериканского тура SHINee он решил уйти». В интервью для Esquire Magazine сам Джонхён описал это как поворотный момент в своей жизни. Это было место, где он мог познавать новые вещи, выражать себя и общаться с публикой на более глубоком уровне: «Для начала, думаю, что мне было более комфортно быть просто ‘певцом Ким Джонхёном’. […] Потому что это то, к чему я [и публика] привыкли. Однако всё изменилось, когда я стал ведущим. С того момента, как я начал выражать свои стороны другим, мне стало [более] комфортно с имиджем Ким Джонхёна, который я представлял на радио». Он также наслаждался рутиной, начавшейся с тех пор, как он начал вести ночные эфиры. Это дало ему чувство стабильности, что бывает довольно редко в развлекательной индустрии.
24 апреля был выпущен второй музыкальный сборник Story Op.2. С мая по июль Джонхён провёл серию из 20 концертов, названную The Agit (The Letter) в SMTOWN Coex Artium. Изначально планировалось 12 концертов, но решили добавить ещё восемь из-за спроса среди фанатов.
9 и 10 декабря Джонхён провел серию концертов Inspired в SKorea Olympic Handball Gymnasium. В то же время шла подготовка к январскому камбэку и был отснят видеоклип. Альбом Poet | Artist был выпущен посмертно 23 января 2018 года. Все средства от продаж получила мать Джонхёна, а также часть денег отправлена на создания фонда «помощи тем, кто живёт в трудных ситуациях». Poet | Artist дебютировал на 177 месте в Billboard 200, тем самым сделав Джонхёна одним из немногих корейских артистов, попадавших в этот чарт.

## Личная жизнь
Джонхён бросил школу в 10 классе ради начала музыкальной карьеры, однако позже поступил в Университет Чхонъун, но затем перевёлся в Университет Мёнджи и получил степень магистра по направлению «фильмы и мюзиклы».
20 октября 2010 года Джонхён и актриса Син Сегён были замечены местным новостным каналами; их агентства подтвердили отношения 26 октября.
Но после девяти месяцев знакомства Сегён и Джонхён расстались в июне 2011 года, ссылаясь на свою занятость.
В апреле 2013 года Джонхён попал в ДТП, вследствие чего повредил нос и ему пришлось перенести операцию. Он пропустил большую часть с промоушеном альбома Why So Serious? — The Misconceptions of Me, но смог присоединиться к группе на финальной неделе.
В декабре 2013 года, чтобы осветить проблему социального неравенства в Южной Корее, Джонхён изменил свою фотографию в Твиттере изображением сообщения бисексуальной трансгендерной студентки Kang Eun-ha. В сообщение критиковалась культурная скованность страны, акцентирование на социальных нормах и дискриминация ЛГБТ-сообществ. Джонхён связался со студенткой и поблагодарил её за открытое выражение своей позиции того, что «различие не означает неправильность». Поддержка привлекла внимание публики, как положительное, так и отрицательное. В ответ Джонхён получил клевету от пользователей Ilbe Storehouse, которые выдавали себя за фанатов SHINee.

## Смерть

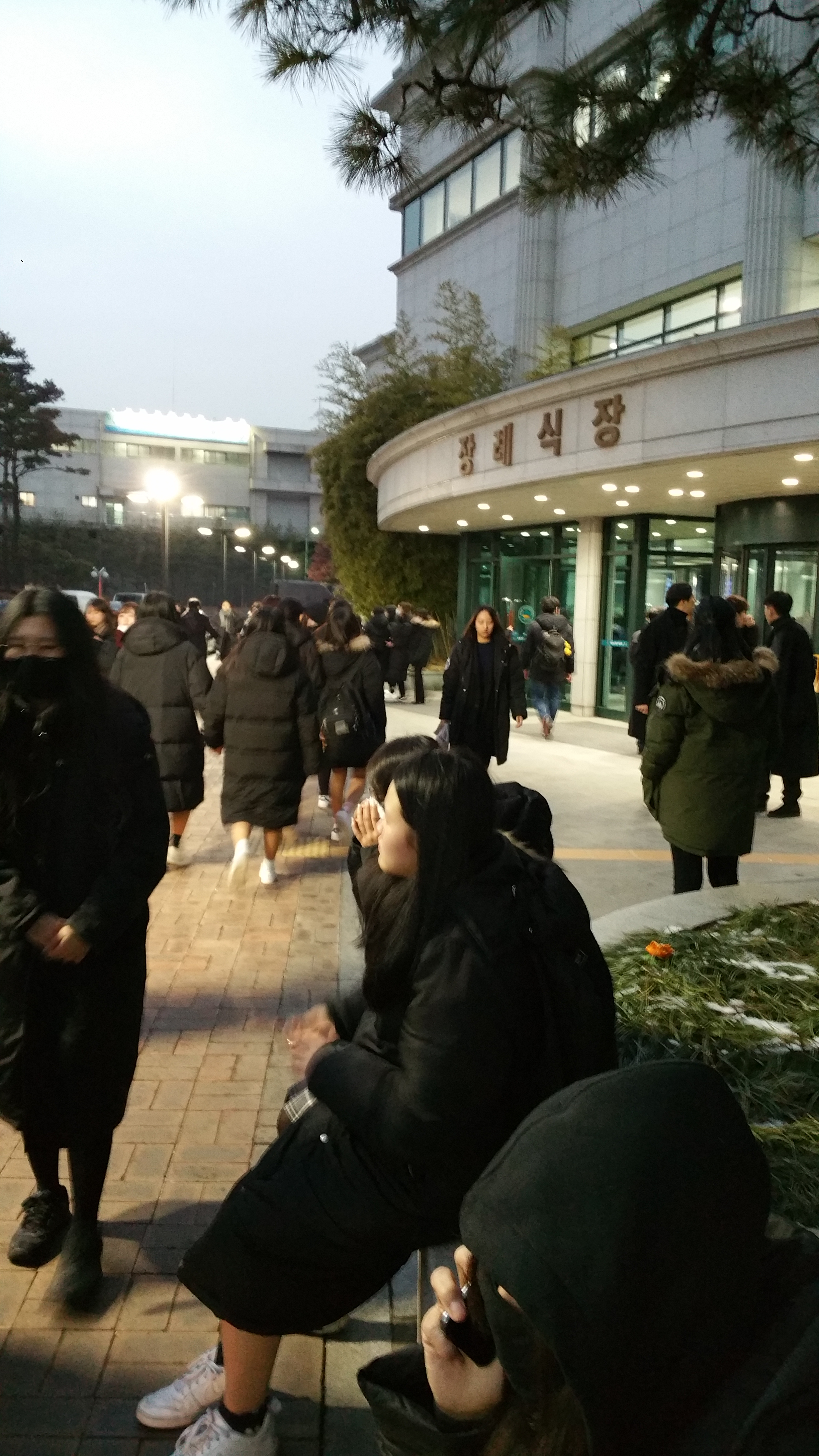
Фанаты во время второго дня прощальной церемонии с Джонхёном, 20 декабря 2017 года

В декабре 2017 года Джонхён арендовал апартаменты в Чхондамдоне в южном районе Сеула на пару дней. Он зарегистрировался в 12:00 по корейскому времени 18 декабря. Позже в тот же день, в 16:42, его старшая сестра Содам сделала звонок в службу спасения, сообщив, что Джонхён собирается совершить суицид, потому что ранее он прислал ей сообщения в KakaoTalk со словами «последнее прощание» и «скажи, что я всё сделал хорошо». Последний раз его видели в магазине около его апартаментов.
Джонхён был обнаружен без сознания полицией и скорой в 18:10. Его немедленно доставили в больницу университета Конкук с остановкой сердца. Он получил срочную медицинскую помощь. Однако Джонхён так и не приходил в сознание, в результате чего его смерть была констатирована около 18:32 в возрасте 27 лет. Следователи были уверены в том, что смерть наступила посредством отравления угарным газом, так как они нашли брикеты угля в его апартаментах. Полиция заявила, что вскрытие проводиться не будет, и причиной смерти стал суицид.
Смерть Джонхёна вызвала широкий резонанс в СМИ по всему миру. После случившегося его близкая подруга Nine9 из группы Dear Cloud опубликовала в своём Инстаграме последнее письмо Джонхёна, которое он ей передал за два или три дня до концерта 9 декабря. В письме упоминается «пожирающая» депрессия, его борьба со славой и чересчур большим вниманием. Nine9 была предупреждена этим и по совету агентства старалась до последнего сохранять связь с Джонхёном. Она старалась помочь ему, но только «задерживала его уход» и «не смогла предотвратить это».
21 декабря, после трёхдневной церемонии прощания, на которую прибыли многие коллеги и фанаты, Джонхёна перевезли из госпиталя на похороны, прошедшие в кругу близких друзей и семьи, где позже он был похоронен в неизвестном месте.

### Последствия
После смерти имя Джонхёна возглавило мировые тренды Твиттера, и хэштеги «#StayStrongShawols» и «#YouDidWellJonghyun» также трендились по всему миру. Его смерть также стала поводом для начала обсуждений истинной природы корейской индустрии развлечений и психического здоровья. Ранее выпущенные альбомы и песни Джонхёна также поднялись в корейских чартах, заняв позиции в топ-10. 24 декабря была отменена трансляция эпизода телешоу «Ночной Гоблин» с Джонхёном по причине произошедшего. 30 декабря он дебютировал на 2 месте в чарте Social 50. 9 января 2018 года стало известно, что SHINee проведут японские концерты в феврале, как и было запланировано.

### Трибьюты
Многие музыканты оплакивали смерть Джонхёна. Коллеги по лейблу, EXO, Тхэён и TVXQ почтили его память на своих концертах. MBC Radio планировало устроить специальный радиоэфир, однако в итоге отказались, потому что «возможные социальные эффекты голоса айдола вновь выходят в эфир». 29 декабря был выпущен благотворительный сингл «Dear My Family», ставший последним синглом SM Station, в котором Джонхён принял участие. Кроме того, в SMTOWN Coex Artium был открыт мемориал для почтения его памяти.

## Дискография

### Альбомы
- She Is (2016)
- Poet | Artist (2018)

### Мини-альбомы
- Base (2015)

### Сборники
- The Collection: Story Op.1 (2015)
- The Collection: Story Op.2 (2017)

## Фильмография

### Фильмы
| Год  | Название         | Роль               | Примечания                   | Ссылка |
| ---- | ---------------- | ------------------ | ---------------------------- | ------ |
| 2012 | Это я            | В роли самого себя | Фильм об SM Town             | [ 68 ] |
| 2015 | SMTOWN The Stage | В роли самого себя | Документальный фильм SM Town | [ 69 ] |

### Радио
| Год       | Название         | Роль    | Ссылка               |
| --------- | ---------------- | ------- | -------------------- |
| 2014-2017 | MBC Голубая ночь | Ведущий | [ 70 ] [ 71 ] [ 72 ] |

## Концертные туры

### Хэдлайнер
- The Story by Jonghyun (2015)[73]
- JONGHYUN — X — INSPIRATION (2016)[74]
- The Agit (The Letter) (2017)
- INSPIRED (2017)

## Награды и номинации
| Год  | Церемония                | Номинация                   | Что номинировано | Результат | Ссылка |
| ---- | ------------------------ | --------------------------- | ---------------- | --------- | ------ |
| 2015 | MBC Entertainment Awards | Специальная Награда — Радио | Blue Night Radio | Победа    | [ 75 ] |
| 2016 | Golden Disc Awards       | Диск Бонсан                 | Base             | Победа    | [ 76 ] |
| 2016 | Mnet Asian Music Awards  | Лучший мужской артист       | н/д              | Номинация | [ 77 ] |